# Luttenbach-près-Munster
Pour les articles homonymes, voir Munster.
Luttenbach-près-Munster est une commune française située dans la circonscription administrative du Haut-Rhin et, depuis le 1er janvier 2021, dans le territoire de la Collectivité européenne d'Alsace, en région Grand Est.
Cette commune se trouve dans la région historique et culturelle d'Alsace.

## Géographie

### Localisation
Le nom « Luttenbach » vient de « ruisseau bruyant » (der laute Bach) qui évoque la rivière de la Fecht qui traverse le village.
C'est une des 188 communes du parc naturel régional des Ballons des Vosges.
| Stosswihr             | Munster                 |                 |
| Breitenbach-Haut-Rhin | Luttenbach-près-Munster | Eschbach-au-Val |
| Sondernach            | Linthal                 | Wasserbourg     |

### Hydrographie
La commune est dans le bassin versant du Rhin au sein du bassin Rhin-Meuse. Elle est drainée par la Fecht et le ruisseau Furch,,.
La Fecht, d'une longueur de 49 km, prend sa source dans la commune de Metzeral et se jette  dans l'Ill à Illhaeusern, après avoir traversé 19 communes. Les caractéristiques hydrologiques de la Fecht sont données par la station hydrologique située sur la commune de Muhlbach-sur-Munster. Le débit moyen mensuel est de 2,79 m3/s. Le débit moyen journalier maximum est de 50,9 m3/s, atteint lors de la crue du 14 novembre 2023. Le débit instantané maximal est quant à lui de 72 m3/s, atteint le 4 janvier 2018.

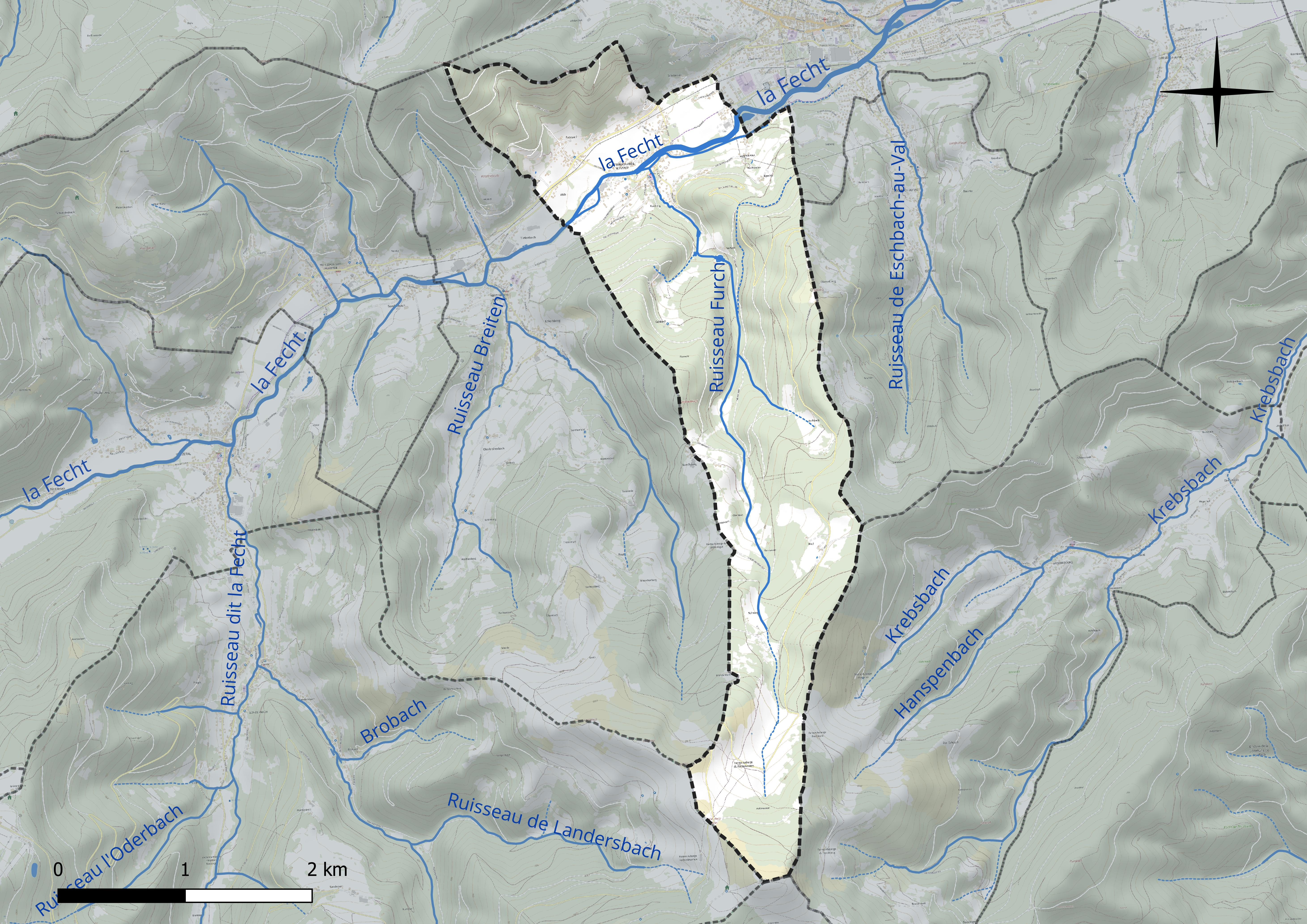
Réseau hydrographique de Luttenbach-près-Munster.

### Climat
Pour des articles plus généraux, voir Climat du Grand Est et Climat du Haut-Rhin.
En 2010, le climat de la commune est de type climat de montagne, selon une étude du Centre national de la recherche scientifique s'appuyant sur une série de données couvrant la période 1971-2000. En 2020, Météo-France publie une typologie des climats de la France métropolitaine dans laquelle la commune est exposée à un climat semi-continental et est dans la région climatique  Vosges, caractérisée par une pluviométrie très élevée (1 500 à 2 000 mm/an) en toutes saisons et un hiver rude (moins de 1 °C). 
Pour la période 1971-2000, la température annuelle moyenne est de 9,6 °C, avec une amplitude thermique annuelle de 16,9 °C. Le cumul annuel moyen de précipitations est de 1 345 mm, avec 12,1 jours de précipitations en janvier et 10,2 jours en juillet. Pour la période 1991-2020, la température moyenne annuelle observée sur la station météorologique de Météo-France la plus proche, « Munster_sapc », sur la commune de Munster à 2 km à vol d'oiseau, est de 10,4 °C et le cumul annuel moyen de précipitations est de 1 053,5 mm. 
La température maximale relevée sur cette station est de 38,3 °C, atteinte le 5 juillet 2015 ; la température minimale est de −19 °C, atteinte le 20 décembre 2009,,. 
Les paramètres climatiques de la commune ont été estimés pour le milieu du siècle (2041-2070) selon différents scénarios d'émission de gaz à effet de serre à partir des nouvelles projections climatiques de référence DRIAS-2020. Ils sont consultables sur un site dédié publié par Météo-France en novembre 2022.

## Urbanisme

### Typologie
Au 1er janvier 2024, Luttenbach-près-Munster est catégorisée commune rurale à habitat dispersé, selon la nouvelle grille communale de densité à sept niveaux définie par l'Insee en 2022.
Elle appartient à l'unité urbaine de Munster, une agglomération intra-départementale regroupant dix  communes, dont elle est une commune de la banlieue,,. Par ailleurs la commune fait partie de l'aire d'attraction de Colmar, dont elle est une commune de la couronne,. Cette aire, qui regroupe 95 communes, est catégorisée dans les aires de 50 000 à moins de 200 000 habitants,.

### Occupation des sols
L'occupation des sols de la commune, telle qu'elle ressort de la base de données européenne d’occupation biophysique des sols Corine Land Cover (CLC), est marquée par l'importance des forêts et milieux semi-naturels (68,6 % en 2018), en diminution par rapport à 1990 (69,8 %). La répartition détaillée en 2018 est la suivante : 
forêts (58 %), zones agricoles hétérogènes (14,8 %), prairies (11,2 %), milieux à végétation arbustive et/ou herbacée (10,6 %), zones urbanisées (5 %), zones industrielles ou commerciales et réseaux de communication (0,4 %). L'évolution de l’occupation des sols de la commune et de ses infrastructures peut être observée sur les différentes représentations cartographiques du territoire : la carte de Cassini (XVIIIe siècle), la carte d'état-major (1820-1866) et les cartes ou photos aériennes de l'IGN pour la période actuelle (1950 à aujourd'hui).

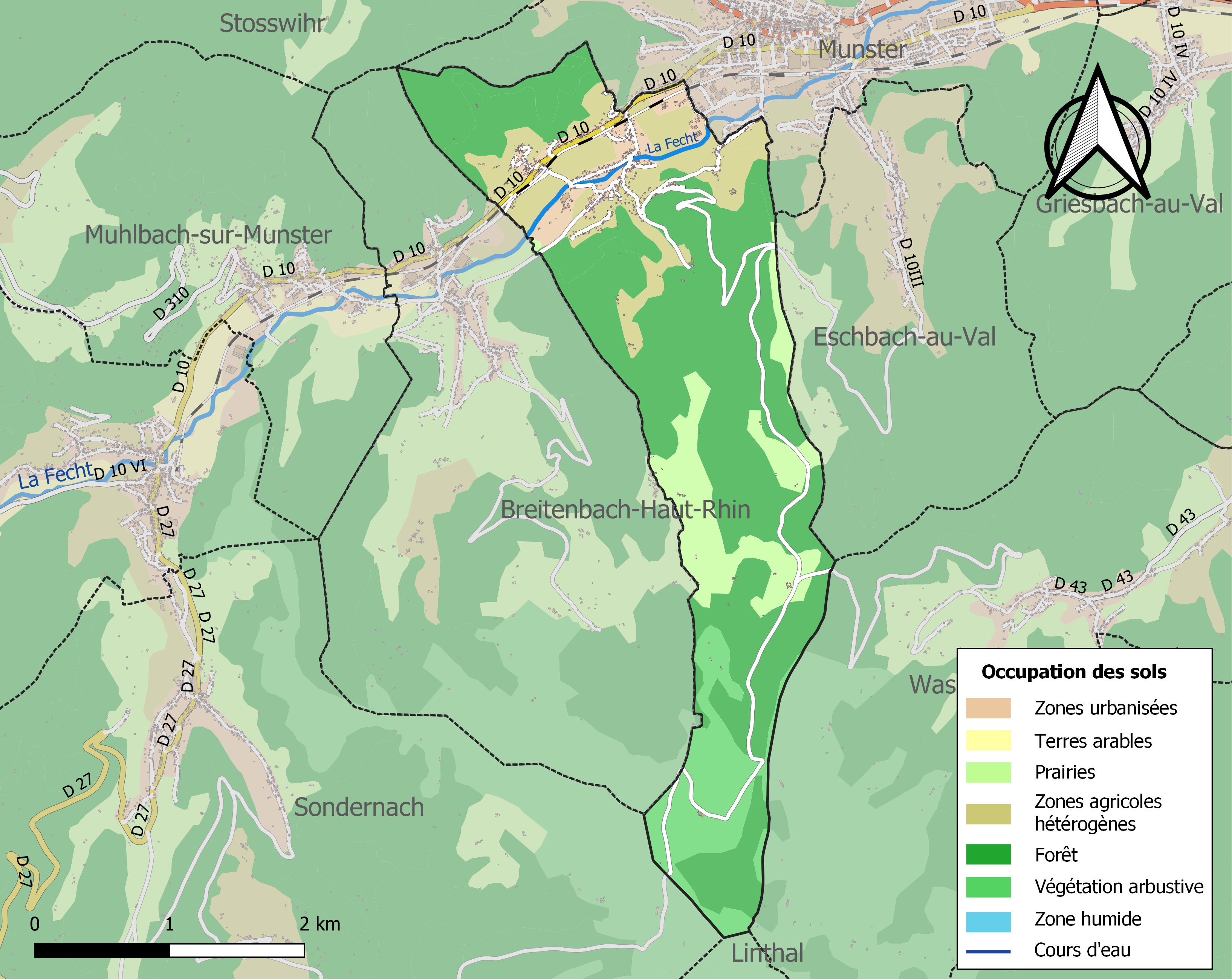
Carte des infrastructures et de l'occupation des sols de la commune en 2018 (CLC).

## Histoire
Le nom de Luttenbach est mentionné pour la première fois en 1120. Le village faisait partie de la commune de Munster jusqu'à la Révolution française.
En 1738, une papeterie créée par Jean-Frédéric Schoepflin, frère de l’historien Jean-Daniel Schoepflin, reçoit en octobre 1753 la visite de Voltaire qui y séjourne deux semaines pour avoir le papier nécessaire à ses « Annales de l'Empire ».
La papeterie de Luttenbach sera transformée en usine textile en 1894,,,,.
Le village, qui était à proximité du front, fut détruit pendant la Première Guerre mondiale, puis reconstruit après la guerre. La commune a été décorée le 30 janvier 1923 de la croix de guerre 1914-1918.

## Politique et administration

### Élection municipales et communautaires

#### Élections de 2020
Le conseil municipal de Luttenbach, commune de moins de 1 000 habitants, est élu au scrutin majoritaire plurinominal à deux tours avec listes ouvertes et panachage. Compte tenu de la population communale, le nombre de sièges à pourvoir lors des élections municipales de 2020 est de quinze. Le premier tour se déroule le 15 mars 2020, avec un taux de participation de 42.77 % et débouche sur l’élection directe du conseil municipal parmi les quinze candidats. Il n’y a par conséquent pas de deuxième tour,.
Le maire est élu par le conseil municipal au scrutin secret lors de la première réunion du conseil suivant les élections municipales, pour un mandat de six ans, c'est-à-dire pour la durée du mandat du conseil. Bernard Reinheimer est ainsi élu maire le 28 mai 2020 par treize voix contre une et un bulletin blanc.
Dans les communes de moins de 1 000 habitants, les conseillers communautaires sont désignés parmi les conseillers municipaux élus en suivant l’ordre du tableau (maire, adjoints puis conseillers municipaux) et dans la limite du nombre de sièges attribués à la commune au sein du conseil communautaire. Luttenbach dispose ainsi de deux sièges au conseil communautaire de la communauté de communes de la Vallée de Munster, l’un occupé par le maire, qui est également sixième vice-président chargé de l’Économie, de l’Agriculture de l’Emploi et de la Formation et siège au bureau, l’autre par son premier adjoint.

#### Chronologie des maires
| Période                                  | Période                  | Identité           | Étiquette | Qualité           |
| ---------------------------------------- | ------------------------ | ------------------ | --------- | ----------------- |
| mars 2001                                | mai 2020                 | Francis Klein      |           |                   |
| mai 2020                                 | En cours (au 10/11/2024) | Bernard Reinheimer |           | Chef d'entreprise |
| Les données manquantes sont à compléter. |                          |                    |           |                   |

### Finances communales
En 2015, le budget de la commune était constitué ainsi :
- total des produits de fonctionnement : 694 000 €, soit 9 005 € par habitant ;
- total des charges de fonctionnement : 684 000 €, soit 887 € par habitant ;
- total des ressources d'investissement : 210 000 €, soit 272 € par habitant ;
- total des emplois d'investissement : 125 000 €, soit 163 € par habitant ;
- endettement : 229 000 €, soit 297 € par habitant.

Avec les taux de fiscalité suivants :
- taxe d'habitation : 6,20 % ;
- taxe foncière sur les propriétés bâties : 8,10 % ;
- taxe foncière sur les propriétés non bâties : 48,76 % ;
- taxe additionnelle à la taxe foncière sur les propriétés non bâties : 0,00 % ;
- cotisation foncière des entreprises : 0,00 %.

## Équipements et services publics

### Enseignement
La commune dispose d’une classe protestante à partir du premier quart du XIXe siècle, tandis que les enfants catholiques vont à l’école à Munster. Elle compte une cinquantaine d’élèves en 1842, mais la moitié ne suit les cours qu’en hiver, leurs parents préférant les faire travailler le reste de l’année. En outre, le maire signale à cette date l’existence d’une école « clandestine » enseignant selon la méthode individuelle, où certains parents envoient leurs enfants plutôt qu’à l’école communale. Pendant longtemps, l’enseignement est assurée dans une pièce louée d’une maison particulière, jusqu’à la construction d’une école en 1852. Celle-ci permet de constituer une classe catholique en plus de la classe protestante, évitant aux enfants catholiques de devoir aller à Munster. Il s’y ajoute encore en 1859 une classe protestante pour filles.
Afin de compenser la baisse du nombre d’élèves, l’enseignement primaire fait depuis les années 2010 l’objet d’un regroupement pédagogique entre les communes de Luttenbach et Breitenbach. L’école maternelle et les classes du CE2 au CM2 se trouvent ainsi à Breitenbach, tandis que les classes de CP et de CE1 se trouvent à Luttenbach. Ces dernières comptent respectivement seize et quinze élèves en 2023. Pour l’enseignement secondaire général, les établissements les plus proches sont le collège Frédéric Hartmann et le lycée général Frédéric Kirschleger, tous deux situés à Munster. Pour l’enseignement secondaire professionnel, les établissements les plus proches sont le lycée polyvalent Lazare de Schwendi à Ingersheim et le lycée horticole du Pflixbourg à Wintzenheim.

## Population et société

### Démographie
L'évolution du nombre d'habitants est connue à travers les recensements de la population effectués dans la commune depuis 1793. Pour les communes de moins de 10 000 habitants, une enquête de recensement portant sur toute la population est réalisée tous les cinq ans, les populations de référence des années intermédiaires étant quant à elles estimées par interpolation ou extrapolation. Pour la commune, le premier recensement exhaustif entrant dans le cadre du nouveau dispositif a été réalisé en 2004.

En 2022, la commune comptait 774 habitants, en évolution de +5,02 % par rapport à 2016 (Haut-Rhin : +0,66 %, France hors Mayotte : +2,11 %).
| 1793 | 1800 | 1806 | 1821 | 1831 | 1836 | 1841 | 1846 | 1851 |
| ---- | ---- | ---- | ---- | ---- | ---- | ---- | ---- | ---- |
| 429  | 323  | 445  | 645  | 710  | 711  | 915  | 837  | 791  |

| 1856 | 1861 | 1866 | 1871 | 1875 | 1880 | 1885 | 1890 | 1895 |
| ---- | ---- | ---- | ---- | ---- | ---- | ---- | ---- | ---- |
| 766  | 921  | 889  | 932  | 901  | 918  | 916  | 936  | 994  |

| 1900 | 1905  | 1910 | 1921 | 1926 | 1931 | 1936 | 1946 | 1954 |
| ---- | ----- | ---- | ---- | ---- | ---- | ---- | ---- | ---- |
| 984  | 1 020 | 946  | 708  | 784  | 791  | 732  | 749  | 662  |

| 1962 | 1968 | 1975 | 1982 | 1990 | 1999 | 2004 | 2006 | 2009 |
| ---- | ---- | ---- | ---- | ---- | ---- | ---- | ---- | ---- |
| 726  | 729  | 707  | 682  | 717  | 820  | 837  | 839  | 770  |

| 2014 | 2019 | 2022 | - | - | - | - | - | - |
| ---- | ---- | ---- | - | - | - | - | - | - |
| 751  | 751  | 774  | - | - | - | - | - | - |

## Culture locale et patrimoine

### Lieux et monuments
- Château du baron Pierre de Coubertin[44]. Sur le site du Camping des Amis de la Nature se trouvent les ruines du château ayant appartenu à l'épouse du baron Pierre de Coubertin et détruit lors des combats de la Première Guerre mondiale.
- Monument aux morts[45].
- Patrimoine industriel et agricole :
  - scierie, puis maison de gardien[46] ;
  - les installations hydroélectriques du Leymel, situées à cheval sur la commune et celle de Munster ;
  - ferme, auberge Zum Kahlen Wasen[47] ;
  - ferme, auberge À la Ville de Strasbourg[48] ;
  - ferme, auberge et fromagerie d'estive Kahlenwasen[49] ;
  - ferme, restaurant[50] ;
  - ferme, restaurant Ried[51].

### Héraldique
| Blason de Luttenbach-près-Munster | Les armes de Luttenbach-près-Munster se blasonnent ainsi : « D'argent à la barre ondée d'azur. » |